# Безруков, Николай Григорьевич
Николай Григорьевич Безруков (17 октября 1918, село Дурасовка, Симбирская губерния, ныне с. Октябрьское Порецкого района Чувашской Республики — 17 марта 1945, вблизи Штригау, Нижняя Силезия) — советский офицер, майор; командир 1-го танкового батальона 150-й танковой бригады 60-й армии Центрального фронта; Герой Советского Союза (1943).

## Биография
Н.Г. Безруков родился 17 октября 1918 года в селе Дурасовка Анастасовской волости Курмышского уезда (ныне с. Октябрьское Порецкого района Чувашской Республики) в русской крестьянской семье. В 1936 году переехал с родителями в город Горький. Здесь же, после окончания 10-го класса, начал работать слесарем на завод «Новое Сормово». В 1938 году без отрыва от производства окончил вечерние годичные курсы по подготовке учителей при Горьковском педагогическом институте и приехал учителем физики в родную Сиявскую среднюю школу в Чувашии.
В октябре 1939 года Н.Г. Безруков был призван в ряды Красной Армии. Служил в танковых частях Белорусского военного округа. В 1941 окончил 2-е Саратовское танковое училище. В Великой Отечественной войне участвовал с июня 1941 года.
Во время войны показал себя храбрым, тактически грамотным командиром. Командовал танком, танковым взводом, ротой, с 1943 г. танковым батальоном 150-й отдельной танковой бригады (60-я армия, Центральный фронт).

### Личная жизнь
Жена — Мелехина Инна Леонидовна (03.12.1925 — 02.02.2021). Участник Великой Отечественной войны. Инна Леонидовна родилась 3.12.1925 г. в г. Почеп Брянской обл. Война её застала в г. Орле в октябре 1941 г. и их семья эвакуировалась в г. Елец. В мае 1942 г. Инна в шестнадцать с половиной лет уходит добровольцем на фронт инструктором санитаром. Воевала в 150-й отдельной танковой бригаде, которая впоследствии получила почётной наименование Киевско-Коростеньской Краснознамённой, орденов Суворова, Кутузова, Богдана Хмельницкого. Участвовала во многих сражениях, в том числе битве за Днепр, на Курской дуге, боях на реке Висла в Германии. Награждена орденом Красной Звезды, медалью "За отвагу" и медалью "За боевые заслуги". После войны Инна Леонидовна вышла второй раз замуж (муж — Четырин Николай Павлович), работала инструктором в политотделах, ездила со своим мужем-военным по различным гарнизонам от Сахалина до Кап-Яра. С 1957 г. по 1975 г. работала инструктором политотдела на 8 НИИП.
Подвиг

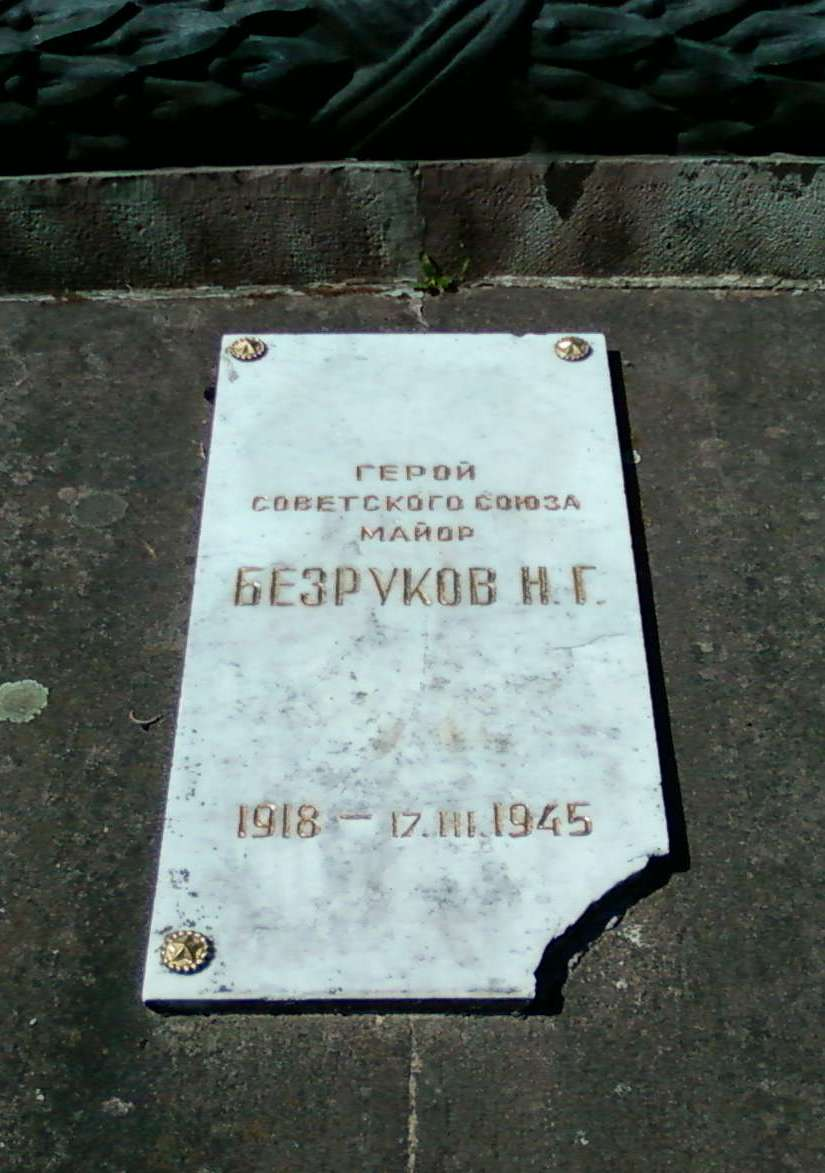
Могила Героя Советского Союза Н. Г. Безрукова на Холме Славы во Львове

2 сентября 1943 года танк Безрукова первым ворвался в город Путивль и захватил переправу через реку Сейм. 7 сентября, уже на другой стороне реки, в бою за железнодорожную станцию Бурынь его батальон уничтожил 10 танков, много единиц боевой техники противника и до пятисот гитлеровцев. На следующий день, в бою за деревню Куцив, находясь сверху танка, Н. Г. Безруков лично корректировал огонь танков батальона, был ранен в голову, но не ушёл с поля боя до разгрома вражеских войск.
Указом Президиума Верховного Совета СССР от 17 октября 1943 года за образцовое выполнение заданий командования и проявленные мужество и героизм в боях с немецко-фашистскими захватчиками майору Безрукову Николаю Григорьевичу присвоено звание Героя Советского Союза со вручением ордена Ленина и медали «Золотая Звезда» (№ 2626).
В составе своей танковой бригады Н. Г. Безруков участвовал в форсировании Днепра, в освобождении украинских городов Ровно, Дубно, Броды, Львов. С конца июля 1944 года сражался в Польше.
11 марта 1945 года в бою на подступах к польскому городу Штригау, юго-западнее Вроцлава, майор Безруков был тяжело ранен и через шесть дней умер в госпитале от гангрены.
С воинскими почестями останки майора Н. Г. Безрукова похоронили во Львове на Холме Славы, где покоится прах 26 Героев Советского Союза.

## Награды
- Орден Ленина
- Орден Красного Знамени
- Орден Суворова 3-й степени
- Орден Отечественной войны 1-й степени
- Орден Красной Звезды
- медали.

## Память
- Майор Безруков навечно зачислен в списки воинской части.
- Имя Н. Г. Безрукова носят:
  - колхоз в селе Октябрьском Порецкого района[3];
  - улицы в Саратове и Нижнем Новгороде (на доме №1 установлена мемориальная доска).
- Имя Н. Г. Безрукова вписано:
  - на гранитной стеле в Нижегородском кремле среди нижегородцев — Героев Советского Союза, погибших в боях за свободу и независимость нашей Родины;
  - на монументе Славы на центральной площади Московского района Нижнего Новгорода;
  - на мемориальной доске на памятнике рядом с Вечным огнём на территории Сормовского машиностроительного завода.